# Oecomys sydandersoni
Oecomys sydandersoni — деревний вид гризунів з родини Хом'якові (Cricetidae), який живе в клаптях лісу на невеликій площі в східній Болівії. Вперше зібраний у 1964 році, він був формально описаний в 2009 році й може бути найбільш тісно пов'язаний з O. concolor і O. mamorae, які поширені далі на північ і південь в Південній Америці.

## Морфологія
Середнього розміру вид, вагою близько 45 гр. в основному з сіруватим і коричневим хутром і короткими та широким задніми ступнями з добре розвиненими подушечками.